# Campylium radicale
Campylium radicale är en bladmossart som beskrevs av Abel Joel Grout 1931. Campylium radicale ingår i släktet spärrmossor, och familjen Amblystegiaceae. Inga underarter finns listade i Catalogue of Life.